# Wilhelm von Staudt
Wilhelm Gustav von Staudt (* 22. September 1825 in Ungelstetten; † 5. Februar 1917 in München) war ein bayerischer General der Infanterie.

## Leben

### Herkunft
Wilhelm war der älteste Sohn des bayerischen Revierförsters Gottlieb von Staudt (1794–1871) und dessen Ehefrau Magdalena, geborene Mößl († 1854). Er hatte noch sechs Geschwister.

### Militärkarriere
Staudt studierte zunächst dreieinhalb Jahre Rechtswissenschaften an den Universitäten in Erlangen und München. Anschließend trat er 1848 in das 7. Infanterie-Regiment „Carl Pappenheim“ der Bayerischen Armee in Ingolstadt ein und nahm im Jahr darauf am Krieg gegen Dänemark teil. Nach dem Krieg avancierte er Mitte November 1850 zum Unterleutnant und war 1853/58 zur Dienstleitung zum Topographischen Büro des Generalquartiermeisterstabes kommandiert. Unter Belassung in diesem Kommando wurde Staudt Ende November 1856 in das 9. Infanterie-Regiment „Wrede“ versetzt und stieg Anfang November 1861 zum Oberleutnant auf. 1860 erfolgte seine erneute Kommandierung zur Dienstleitung beim Topographischen Büro des Generalquartiermeisterstabes. Im Krieg gegen Preußen nahm Staudt an den Kämpfen bei Kissingen, Roßbrunn und Hettstadt teil, wurde Anfang Juli 1866 zum Hauptmann II. Klasse befördert und nach dem Krieg am 17. August 1866 zum Generalquartiermeisterstab versetzt. Zugleich war er mit der Eröffnung der Kriegsakademie ab Oktober 1867 bis 1869 als Lehrer für Militärisches Zeichnen dort tätig.
Für die Dauer der Mobilmachung anlässlich des Krieges gegen Frankreich 1870/71 befand Staudt sich beim Stab der 5. Infanterie-Brigade. Für sein Wirken in der Schlacht bei Sedan verlieh ihm König Ludwig II. durch Armeebefehl vom 11. Oktober 1870 das Ritterkreuz II. Klasse seines Militärverdienstordens und er erhielt die Erlaubnis zur Annahme des Eisernen Kreuzes II. Klasse. Ferner wurde er während der Belagerung von Paris durch Armeebefehl vom 22. Oktober 1870 belobigt.
Nach dem Friedensschluss kehrte Staudt wieder zum Generalquartiermeisterstab zurück und erhielt am 31. Juli 1871 die Erlaubnis zur Annahme des Eisernen Kreuzes I. Klasse. Er avancierte Anfang November 1872 zum Major und trat mit der Versetzung am 2. März 1874 in das 14. Infanterie-Regiment „vacant Hartmann“ in den Truppendienst zurück. Daran schloss sich vom 25. April 1875 bis zum 22. November 1877 eine Verwendung als Kommandeur des 8. Jäger-Bataillons an. Anschließend wurde Staudt unter Beförderung zum Oberstleutnant wieder in den Generalstab der Armee versetzt. Zudem war er vom 9. Januar bis zum 31. August 1879 als ständiges Mitglied der Oberstudien- und Examinations-Kommission kommandiert und wurde am 13. August 1879 zum Abteilungschef im Generalstab der Armee ernannt.
Unter Beförderung zum Oberst wurde er am 1. März 1881 Chef des Generalstabes des II. Armee-Korps in Würzburg. In dieser Eigenschaft erhielt Staudt Mitte November 1883 die Erlaubnis zur Annahme des Roten Adlerordens II. Klasse. sowie am 24. März 1885 den Rang und die Kompetenzen eines Brigadekommandeurs. Zwischenzeitlich am 24. November 1885 zum Generalmajor aufgestiegen, war Staudt ab dem 6. März 1887 Kommandeur der 7. Infanterie-Brigade. Am 11. Mai 1888 erfolgte unter Beauftragung mit der Wahrnehmung der Geschäfte des Inspekteurs der Militär-Bildungs-Anstalten seine Ernennung zum Chef des Generalstabes der Armee.
Während seiner fünfjährigen Dienstzeit an der Spitze des Generalstabes ließ Staudt auf Weisung des Kriegsministeriums die Geschichte des bayerischen Heeres seit dem 17. Jahrhundert anhand der Akten durch das heeresgeschichtliche Büro wissenschaftlich erforschen und darstellen.
Auf seine Veranlassung führten 1890 Generalstabsoffiziere Erkundungsreisen im deutsch-französischen Grenzgebiet in Lothringen zwischen Saargemünd und Château-Salins durch, um den Vormarsch und die Verteidigung einer Ostarmee von etwa drei Armeekorps und einer Kavalleriedivision zu prüfen. Im Jahr darauf führten die Erkundungen nach Belgien und Luxemburg sowie in das Elsass. 1891 erneut nach Luxemburg und Lothringen, die Rheinpfalz und den südlichen Schwarzwald. Um die Verteidigungsfähigkeit gegen eine längs des Jura durch die Westschweiz vordringende französische Armee zu beurteilen, wurde 1892 am Oberrhein zwischen Konstanz und Basel erkundet.
Staudt wurde am 27. März 1890 mit Patent vom 12. März 1890 Generalleutnant und am 10. Februar 1892 anlässlich des hundertjährigen Jubiläums des Generalstabes mit dem Großkreuz des Militärverdienstordens geehrt. In Genehmigung seines Abschiedsgesuches wurde er am 23. Mai 1893 unter Verleihung des Charakters als General der Infanterie mit Pension zur Disposition gestellt.

### Familie
Staudt hatte sich am 22. September 1858 in München mit Auguste Wolf (* 1838) verheiratet. Aus der Ehe gingen der bayerische Generalleutnant Karl von Staudt (1862–1946) und die Tochter Hedwig (* 1872) hervor.